# Sea Hag
Sea Hag is een personage, bedacht in 1929 door Elzie Segar voor de stripreeks Thimble Theater uitgegeven door King Features Syndicate. De strip werd later hernoemd naar Popeye. Sea Hag is een grote heks, met een ietwat mannelijk uiterlijk en is een van de grootste vijanden van Popeye. Ze doet aan gedaanteverwisseling en verschijnt dan als Rose of the Sea.

## Achtergrond
Sea Hag is een van de regelmatig terugkerende vijanden van Popeye. Ze is de laatste heks op aarde en schuimt al rovend de Zeven Zeeën af met haar schip "The Black Bernacle". Als heks heeft ze een uitgebreide kennis over magie. Ze kan aan gedaanteverwisseling doen en verschijnt dan in haar alter ego Rose of the Sea. Als huisdier heeft ze een aasgier met de naam Bernard. Ook leidt ze een leger van dommeriken waarvan Alice the Goon lid is.
Hoewel ze een vijand is, heeft Popeye haar nooit lichamelijk aangevallen. Zijn motto is dat hij nooit vrouwen zal slaan. Het is dan ook Olijfje die de klappen uitdeelt aan de heks. Er is slechts één uitzondering hierop in de aflevering "Old Salt Tale" waar Popeye de heks haar zweep afneemt en haar vervolgens in zee gooit. Het betreft hier echter een verhaal dat Popeye vertelt, dus mogelijk is het "in realiteit" niet gebeurd.
Er is niet altijd een vete geweest: de heks was namelijk verliefd op Popeye. Toen Sea Hag te weten kwam dat Popeye iets zou hebben met Olijfje trachtte ze haar te doen verdwijnen. Popeye maakt duidelijk dat hij nooit iets voor de heks zal voelen. Daarop gebruikt de heks haar magie om Bluto jong en aantrekkelijk te maken om zo de liefde van Olijfje te winnen, maar deze poging mislukt.
Popeye vindt ook niet dat Sea Hag dood moet zijn. In de aflevering "She yam what she yam" zegt hij dat hij blij is dat Sea Hag niet dood is ondanks ze een extreem slechte vrouw is. Het is juist door zulke slechte vrouwen dat de goede vrouwen worden geapprecieerd. Anderzijds tracht Sea Hag wel regelmatig om Popeye te vermoorden omdat ze gefrustreerd is dat zij zijn liefde niet kan krijgen.